# Gyeongsang
Gyeongsang (Gyeongsang-do; phát âm: [kjʌŋ.saŋ.do], Khánh Thượng đạo) là một trong bát đạo của Triều Tiên dưới thời nhà Triều Tiên. Gyeongsang nằm ở đông nam của bán đảo.
Đô phủ đặt tại Daegu (Đại Khâu). Khu vực đạo là nơi khai sinh vương quốc Tân La, quốc gia Triều Tiên thống nhất đầu tiên trong lịch sử, và đạo có ranh giới gần như tương ứng với ranh giới ban đầu của vương quốc. Khu vực cũng đóng vai trò quan trọng trong lịch sử hiện đại của đất nước với khoảng một nửa số tổng thống Hàn Quốc bao gồm: (Park Chung-hee, Roh Tae-woo, Chun Doo-hwan, Kim Young-sam, và Roh Moo-hyun) được sinh ra trong vùng.
Ngày nay, Gyeongsang được chia thành 5 đơn vị hành chính: ba thành phố độc lập là Busan, Daegu và Ulsan, và hai tỉnh (đạo) Gyeongsang Bắc và Gyeongsang Nam. Thành phố lớn nhất vùng là Busan, sau đó là Daegu. Vùng lại được phân chia thành các tiểu vùng là Gyeongbuk và Gyeongnam. Gyeongbuk gồm có Daegu và Gyeongsang Bắc, còn Gyeongnam bao gồm Busan, Ulsan và Gyeongsang Nam.

## Lịch sử
Tiền thân của phủ Gyeongsang được hình thành từ triều đại Cao Ly, thay thế các đạo cũ là Yeongnam, Sannam và Yeongdong.
Gyeongsang có tên như hiện nay từ năm 1314. Tên gọi của đạo xuất phát từ tên của hai thành chính trên địa bàn là Gyeongju (경주; 慶州; Khánh Châu) và Sangju (상주; 尙州, Thượng Châu).
Năm 1895, đạo Gyeongsang chia phân tách thành phủ Andong (Andong-bu; 안동부; 安東府; An Đông phủ) ở phía bắc, Daegu (Daegu-bu; 대구부; 大邱府; Đại Khâu phủ) ở giữa, Jinju (Jinju-bu; 진주부; 晉州府; Tấn Châu phủ) ở tây nam, và Dongnae (Dongnae-bu; 동래부; 東萊府; Đông Lai phủ) ở phía đông nam.
Năm 1896, các phủ Andong, Daegu, và miền bắc của phủ Dongnae được hợp nhất thành đạo Gyeongsang Bắc, còn Jinju và phần phái nam phủ Dongnae được hợp nhất thành đạo Gyeongsang Nam. Gyeongsang Bắc và Gyeongsang ngày nay là một phần của Hàn Quốc.

## Ngôn ngữ
Người dân đạo Gyeongsang (cả Bắc và Nam) nói một phương ngữ Triều Tiên có âm điệu và từ vựng có một số khác biệt so với tiếng Hàn chuẩn tại Seoul. Phương ngữ của họ được gọi là 'Yeoungnam'. Phương ngữ Yeongnam lại được phân ra thành các phương ngữ nhỏ hơn. Ví dụ như phương ngữ có sự khác biệt nhỏ so với phương ngữ Andong và phương ngữ Uljin.

## Địa lý
Đạo Gyeongsang có ranh giới phía tây giáp với các đạo Jeolla (Toàn La) và Chungcheong (Trung Thanh), phía bắc giáp với đạo Gangwon (Giang Nguyên), phía nam là eo biển Triều Tiên, phía đông là biển Nhật Bản. Đạo được bao bọc bởi dãy núi Taebaek (Thái Bạch) và Sobaek (Tiểu Bạch). Hệ thống sông Nakdong (Lạc Đông) là mạng lưới thủy lộ quan trọng nhất của đạo.
Ngày nay, Các thành phố lớn thuộc đạo Gyeongsang trước đây là Busan, Daegu, and Ulsan. Các thành phố quan trọng khác là Gyeongju (kinh đô trước đây của Tân La), Andong, Yeongju, Sangju, Gimcheon, Miryang, Gimhae, Changwon (tỉnh lị Gyeongsang Nam), Masan, và Jinju.
Vùng Gyeongsang thường được đề cập với tên gọi "Yeongnam." Còn thuật ngữ "Yeongdong" ngày nay thường dược dùng để chỉ đạo Gangwon.